# Чердак Мойсей Григорович
Мойсей Григорович Чердак (1 січня 1900 — 1978) — український радянський розвідник. Начальник Третього відділу (розвідувального) Управління НКВС Української РСР (1937).

## Життєпис
Народився у січні 1900 року в селі Ляхове поблизу міста Вознесенськ Одеської губернії. Освіта незакінчена вища (інженерна).
З 1921 по 1922 рр. — помічник уповноваженого ОВ Одеської губернської надзвичайної комісії, уповноважений Маяцького та Троїцького прикордонних постів.
У 1923 році — призначений помічником уповноваженого контррозвідувального відділення Одеського губернського відділу ДПУ, У 1924 році — на посаді уповноваженого контррозвідувального і секретного відділень губернського відділу ДПУ.
У 1925 році — переведений до секретного відділу ДПУ Української СРР (помічник уповноваженого, уповноважений).
З 1927 по 1929 рр. — начальник 1-го відділення секретного відділу ДПУ УСРР.
У 1930 році його призначають начальником ЕКВ Сталінського (Донецького) оперативного сектора Державного політичного управління, 
З квітня 1931 року — начальником секретно-політичного відділу Київського оперативного сектора Державного політичного управління.
У лютому 1932 року — очолює секретно-політичного відділу Київського обласного відділу Державного політичного управління,
З 1934 року — заступник начальника Київського обласного відділу Державного політичного управління.
У липні 1934 року він стає заступником начальника Управління Народного комісаріату внутрішніх справ Київської області.
У 1935—1937 рр. — заступник начальника Управління НКВС Одеської області.
У травні — липні 1937 року — начальник Третього відділу (розвідувального) Управління НКВС Української РСР.
З 1937 року — начальник Контррозвідувального відділу Управління державної безпеки НКВС Української РСР, З серпня 1937 року — начальник ДТВ Головного Управління державної безпеки НКВС на залізниці.
З квітня 1938 року — начальник будівельного відділу Головного управління таборів НКВС СРСР. Згодом він був призначений помічником начальника ГУШОСДОР НКВС СРСР, обіймав також посаду начальника УШОСТРОЙЛАГу НКВС СРСР.
У жовтні 1938 року його звільнено із органів державної безпеки.
У 1978 році помер.